# Instytut Polityki Społecznej Uniwersytetu Warszawskiego

Logotyp IPS UW

Instytut Polityki Społecznej Wydziału Nauk Politycznych i Studiów Międzynarodowych Uniwersytetu Warszawskiego (IPS WNPISM UW) –był jedną z czterech jednostek dydaktycznych wchodzących w skład 
Wydziału Nauk Politycznych i Studiów Międzynarodowych Uniwersytetu Warszawskiego.

## Historia
Organizacyjna historia Instytutu to proces, który miał trzy etapy. Pierwszy rozpoczął się w 1969 r., kiedy utworzono Zakład Polityki Społecznej w Instytucie Nauk Politycznych. W 1975 r. Zakład przekształcono w Katedrę, a w 1977 r. powstał Instytut Polityki Społecznej i nastąpiło jego organizacyjne oddzielenie się od Instytutu Nauk Politycznych. W 2019 roku Instytut rozwiązano a pracownicy naukowi weszli w skład katedr w przeorganizowanym Wydziale Nauk Politycznych i Studiów Międzynarodowych UW. 

## Studia
IPS przygotowywał kadry dla instytucji szeroko rozumianej polityki społecznej, kształcąc zarówno młodych ludzi bezpośrednio po maturze, jak i praktyków pragnących poszerzyć swoje doświadczenia zawodowe o wiedzę teoretyczną. IPS prowadził studia w różnych typach studiów: jednolitych i uzupełniających magisterskich oraz na uruchomionych w roku akademickim 2006/2007 studiach I oraz II stopnia. Instytut prowadził też studia podyplomowe.
Od roku akademickiego 2010/2011 IPS oferuje studia na kierunkach: Polityka Społeczna oraz Nauki o Rodzinie.
Typy studiów w IPS:
- 1. stopnia:
  - Stacjonarne (dzienne)
  - Niestacjonarne (zaoczne)
  - Niestacjonarne (wieczorowe)

- 2. stopnia:
  - Stacjonarne (dzienne)

- - Niestacjonarne (zaoczne)

- - Niestacjonarne (wieczorowe)

- studia podyplomowe (w tym finansowane z EFS):
  - Studia w zakresie rynku pracy o specjalności doradztwo zawodowe i pośrednictwo pracy

- - Public relations w instytucji użyteczności publicznej

- - Organizacja pomocy społecznej

- - Marketing w sferze publicznej

- - Zarządzanie w sektorze publicznym

- - Zarządzanie gospodarką społeczną

- - Zarządzanie polityką społeczną

- studia doktoranckie (w ramach WDiNP)

Studia pierwszego stopnia (licencjackie) są dla osób po maturze, studia drugiego stopnia (magisterskie) – dla osób, które ukończyły studia I stopnia.
Specjalności na studiach drugiego stopnia: rozwój lokalny, rynek pracy, ubezpieczenia, praca socjalna.

## Absolwenci
Studia z zakresu polityki społecznej ukończyło w Instytucie ponad 5 tysięcy osób, prace doktorskie obroniło ponad 110 osób, a stopień doktora habilitowanego uzyskało 16 osób. Absolwenci IPS znajdują zatrudnienie m.in. w:
- instytucjach centralnych i lokalnych (ministerstwa i urzędy centralne, instytucje szczebla wojewódzkiego, powiatowego i gminnego),
- firmach ubezpieczeniowych, działach personalnych przedsiębiorstw, agencjach doradztwa personalnego, instytucjach ubezpieczeń społecznych (ZUS, KRUS),
- instytucjach specjalizujących się w wykorzystywaniu środków funduszy strukturalnych Unii Europejskiej,
- publicznych służbach zatrudnienia, agencjach zatrudnienia, instytucjach szkoleniowych, dialogu społecznego oraz partnerstwa lokalnego,
- instytucjach rehabilitacji społecznej i zawodowej osób niepełnosprawnych,
- instytucjach pomocy społecznej,
- instytucjach rozwoju regionalnego i lokalnego,
- organizacjach pozarządowych (organizacje pożytku publicznego, stowarzyszenia, organizacje pracodawców i związki zawodowe),
- organizacjach międzynarodowych.

Znani absolwenci IPS UW:
- Beata Chmielowska-Olech
- Maciej Duszczyk
- Jan Dziedziczak
- Paweł Hut
- Jarosław Krajewski
- Bogdan Socha
- Krzysztof Grzegorz Strzałkowski

## Działalność naukowo-badawcza
IPS prowadził aktywną działalność naukowo-badawczą. Realizowana ona była w ramach programów własnych oraz międzynarodowych programów badawczych.
Główne kierunki prowadzonych badań:
- rynek pracy i występujące na nim problemy,
- migracje międzynarodowe i ich konsekwencje w różnych sferach życia,
- zabezpieczenie społeczne (ubezpieczenia społeczne i majątkowe, pomoc społeczna, ochrona zdrowia, inne),
- funkcjonowanie dialogu społecznego w przedsiębiorstwach,
- zadania polityki społecznej wobec różnych kategorii społecznych (takich jak młodzież, rodzina, osoby niepełnosprawne, ludzie starzy, grupy wykluczone),
- polityka społeczna wobec problemów i kwestii społecznych (bezrobocie, ubóstwo, marginalizacja społeczna itp.),
- organizacje pozarządowe, ich rozwój i rola w społeczeństwie obywatelskim, w rozwiązywaniu problemów i kwestii społecznych,
- lokalna polityka społeczna, której znaczenie wzrasta wraz z charakterystyczną dla społeczeństw demokratycznych decentralizacją procesów decyzyjnych,
- nowe sposoby przeciwdziałania wykluczeniu społecznemu, m.in. przez rozwijanie gospodarki społecznej,
- polityka społeczna w integrującej się Europie, międzynarodowe badania porównawcze w zakresie polityki społecznej,
- wykorzystanie funduszy strukturalnych Unii Europejskiej.

## Działalność wydawnicza
W latach 1995–2010 pracownicy IPS opublikowali 127 autorskich książek (w tym 38 współautorskich) oraz 9 prac zbiorowych (w tym dwa leksykony: Leksykon polityki społecznej oraz Polsko-niemiecki i niemiecko-polski leksykon polityki społecznej i pracy socjalnej). Na dorobek pracowników i doktorantów składają się także artykuły na łamach takich czasopism jak: „Problemy Polityki Społecznej. Studia i Dyskusje”, „Polityka Społeczna”, „Praca Socjalna”, „Rynek Pracy” oraz w prasie codziennej. W 2007 roku ukazał się w PWN podręcznik polityki społecznej, opracowany w całości przez zespół pracowników Instytutu Polityki Społecznej: G. Firlit-Fesnak, M. Szylko-Skoczny (red.), Polityka Społeczna, PWN, Warszawa 2007.

## Kadra
IPS zatrudniał: 5 profesorów tytularnych, 5 profesorów uczelnianych, 3 doktorów habilitowanych, 22 doktorów, 7 magistrów-doktorantów (przygotowywane są kolejne rozprawy habilitacyjne oraz wnioski awansowe) oraz specjalistów z wybranych dziedzin nauki, do prowadzenia zajęć ze studentami.
Niektórzy znani pracownicy i współpracownicy IPS:
- Włodzimierz Anioł
- Julian Marian Auleytner
- Maciej Duszczyk
- Paweł Hut
- Ewa Leś
- Cezary Miżejewski
- Jacek Męcina
- Antoni Rajkiewicz
- Jolanta Supińska
- Ryszard Szarfenberg
- Ewa Tomaszewska
- Krzysztof Więckiewicz
- Tomasz Żukowski